# Wimmerella
Wimmerella es un género de plantas  perteneciente a la familia Campanulaceae.  Comprende 10 especies descritas y   aceptadas.

## Taxonomía
El género fue descrito por Serra, M.B.Crespo & Lammers  y publicado en Novon 9(3): 415. 1999.

## Especies aceptadas
A continuación se brinda un listado de las especies del género Wimmerella aceptadas hasta octubre de 2013, ordenadas alfabéticamente. Para cada una se indica el nombre binomial seguido del autor, abreviado según las convenciones y usos.
- Wimmerella arabidea (C.Presl) Serra, M.B.Crespo & Lammers
- Wimmerella bifida (Thunb.) Serra, M.B.Crespo & Lammers
- Wimmerella frontidentata (E.Wimm.) Serra, M.B.Crespo & Lammers
- Wimmerella giftbergensis (E.Phillips) Serra, M.B.Crespo & Lammers
- Wimmerella hederacea (Sond.) Serra, M.B.Crespo & Lammers
- Wimmerella hedyotidea (Schltr.) Serra, M.B.Crespo & Lammers
- Wimmerella longitubus (E.Wimm.) Serra, M.B.Crespo & Lammers
- Wimmerella mariae (E.Wimm.) Serra, M.B.Crespo & Lammers
- Wimmerella pygmaea (Thunb.) Serra, M.B.Crespo & Lammers
- Wimmerella secunda (L.f.) Serra, M.B.Crespo & Lammers